# Nomioides schwarzi
Nomioides schwarzi är en biart som beskrevs av Pesenko 1989. Nomioides schwarzi ingår i släktet Nomioides och familjen vägbin. Inga underarter finns listade i Catalogue of Life.